# Сомбрён
Сомбрён (фр. и окс. Sombrun) — коммуна во Франции, находится в регионе Юг — Пиренеи. Департамент — Верхние Пиренеи. Входит в состав кантона Мобургет. Округ коммуны — Тарб.
Код INSEE коммуны — 65429.

## География
Коммуна расположена приблизительно в 630 км к югу от Парижа, в 120 км западнее Тулузы, в 29 км к северу от Тарба.

## Климат
Климат умеренно-океанический с солнечной тёплой погодой и обильными осадками на протяжении практически всего года.

## Население
Население коммуны на 2010 год составляло 209 человек.
| 1962 | 1968 | 1975 | 1982 | 1990 | 1999 | 2010 |
| ---- | ---- | ---- | ---- | ---- | ---- | ---- |
| 258  | 240  | 241  | 232  | 229  | 238  | 209  |

## Администрация
| Период | Период | Фамилия       | Партия | Примечания         |
| ------ | ------ | ------------- | ------ | ------------------ |
| 1945   | 1967   | Жозеф Пумадер |        | фермер             |
| 1967   | 1977   | Пьер Бюдан    |        | журналист и фермер |
| 1977   | 2001   | Анри Дельма   |        | работник Télécom   |
| 2001   | 2008   | Андре Мирай   |        |                    |
| 2008   | 2020   | Жерар Дьёзед  |        | фермер             |

## Экономика
В 2010 году среди 129 человек трудоспособного возраста (15-64 лет) 87 были экономически активными, 42 — неактивными (показатель активности — 67,4 %, в 1999 году было 57,0 %). Из 87 активных жителей работали 73 человека (42 мужчины и 31 женщина), безработных было 14 (3 мужчин и 11 женщин). Среди 42 неактивных 12 человек были учениками или студентами, 17 — пенсионерами, 13 были неактивными по другим причинам.

## Фотогалерея
- Церковь
- Военный мемориал
- Школа
- Крест
- Музыкальная площадка